# Shibboleth (El ala oeste)
Shibboleth es el octavo capítulo de la segunda temporada de la serie dramática El ala oeste.

## Argumento
Justo antes del Día de acción de gracias llega un carguero con casi un centenar de refugiados chinos que quieren pedir asilo en los Estados Unidos. La razón: se sienten perseguidos por sus creencias cristianas. Josh y Sam se reunirán con dirigentes católicos estadounidenses que están dispuestos a dar apoyo moral y económico a los inmigrantes. El presidente deberá decidir entre deportarlos o permitir su entrada.
Por su parte Toby propone a la hermana de Leo, Josephine, como Secretaria Adjunta de Educación, pero este se niega por su radical oposición a las oraciones voluntarias en la Escuela. Aunque al principio contempla la idea de admitirla, rechaza la proposición cuando le dan una foto de un periódico local de Georgia donde aparece ella y un policía esposando a varios adolescentes que deseaban orar en un colegio público —algo prohibido por la ley—. Toby estaba especialmente interesado porque él mismo tuvo un incidente en su juventud al ser obligado a orar.
Mientras C.J. tiene la responsabilidad de elegir que pavo será indultado en el Día de acción de gracias por el presidente. Le dan a elegir entre dos: Eric y Troy, salvando finalmente a ambos. Mientras, el presidente Bartlet debe seleccionar un nuevo cuchillo: el suyo personal se lo va a regalar a Charlie Young. Un cuchillo que ha pasado por varias generaciones de Bartlet y que fue realizado por un orfebre llamado Paul Revere hace más de dos siglos.
El episodio finaliza cuando un representante de los refugiados es recibido en el despacho oval y le cuenta al presidente que la "Fe es la Verdad, el Shibboleth". Tras la entrevista, se ordena al gobernador de California que deje escapar a los inmigrantes —que no liberar—, para no perjudicar las relaciones con China, además del envío de la Cruz Roja.

## Curiosidades
- Shibboleth es un santo y seña, una forma de descubrir individuos infiltrados en una organización. En el episodio, significa que los inmigrantes no son falsos católicos adiestrados, sino verdaderos creyentes que están perseguidos en su país.